# Courrier de Saigon
Courrier de Saigon (Tin tức Sài Gòn) là tờ báo tiếng Pháp thứ hai được Chính phủ Pháp phát hành tại Nam Kỳ vào năm 1864.
Tờ báo này được thành lập ngày 1 tháng 1 năm 1864 dưới quyền điều khiển của Gaston Amelot, ra 2 lần một tuần, in tại một nhà in của Chính phủ Pháp ở Sài Gòn. Đây cũng là một tờ công báo, song ngoài nội dung in những công văn, nghị định, chỉ thị của Chính phủ, còn có những tin bài liên quan đến những vấn đề kinh tế, xã hội, văn hóa, lịch sử, những tin tức ở địa phương và các nước như Trung Hoa, Nhật Bản và Thái Lan. Đến năm 1879 tờ báo này đổi tên thành Journal officiel de la Cochinchine (Công báo Nam Kỳ) và cuối cùng đổi thành Journal officiel de l'indochine (Công báo Đông Dương) vào năm 1889.
Bắt đầu từ ngày 3 tháng 11 năm 1894, tờ Courrier de Saigon số 1 (bộ mới) tăng kỳ phát hành lên 3 lần một tuần. Từ năm 1899, tờ Courrier de Saigon được đổi chủ. "Từ đây, tờ này thuộc quyền sở hữu của Paul Blanchy, Đô trưởng Sài Gòn, đang cần một cơ quan ngôn luận dùng làm phương tiện tranh đấu cho đường lối của ông ta để chống lại viên Toàn quyền Đông Dương lúc bấy giờ là Paul Doumer".